# Plain View
Plain View és una concentració de població designada pel cens dels Estats Units a l'estat de Carolina del Nord. Segons el cens del 2000 tenia 1.820 habitants.

## Demografia
Segons el cens del 2000, Plain View tenia 1.820 habitants, 680 habitatges i 505 famílies. La densitat de població era de 42,3 habitants per km².
Dels 680 habitatges en un 38,4% hi vivien nens de menys de 18 anys, en un 60,6% hi vivien parelles casades, en un 9,7% dones solteres, i en un 25,6% no eren unitats familiars. En el 21,3% dels habitatges hi vivien persones soles el 7,9% de les quals corresponia a persones de 65 anys o més que vivien soles. El nombre mitjà de persones vivint en cada habitatge era de 2,68 i el nombre mitjà de persones que vivien en cada família era de 3,1.
Per edats la població es repartia de la següent manera: un 27,3% tenia menys de 18 anys, un 7,9% entre 18 i 24, un 31,8% entre 25 i 44, un 23,8% de 45 a 60 i un 9,2% 65 anys o més.
L'edat mediana era de 34 anys. Per cada 100 dones de 18 o més anys hi havia 100,3 homes.
La renda mediana per habitatge era de 31.797 $ i la renda mediana per família de 38.750 $. Els homes tenien una renda mediana de 27.500 $ mentre que les dones 18.125 $. La renda per capita de la població era de 15.011 $. Entorn del 10,3% de les famílies i el 15,7% de la població estaven per davall del llindar de pobresa.

## Poblacions més properes
El següent diagrama mostra les poblacions més properes.